# Iuput II
Iuput II, fill i successor de Rudamon, és l'últim faraó de la dinastia XXIII, del Tercer període intermedi de l'antic Egipte. Va regnar durant uns 34 anys a la zona de Leontòpolis, una ciutat del Baix Egipte, al delta del riu Nil, tot i que es considera Tanis la capital de la dinastia, d'on li ve el nom de (segona) dinastia tanita (la primera va ser la dinastia XXI). Durant el seu regnat, Osorkón IV, últim faraó de la dinastia XXII controlava Bubastis i el faraó Tefnajt, de la dinastia XXIV, Sais.
El regnat de Iuput se situa en una època políticament inestable, el país està fragmentat, a diverses ciutats del delta apareixen petits reis locals que governen la zona i que sovint intenten aconseguir l'hegemonia sobre els altres, diverses dinasties governen simultàniament en diferents parts del país.
Quan Piankhi, rei nubià del regne de Kush, fill i successor de Kashta, originari de Napata i futur fundador de la dinastia XXV, envaeix Egipte, Iuput s'alia primer amb Osorkón IV i després, cap al 737 aC, amb la coalició liderada per Tefnajt per a fer-li front. Quan Piankhi, qui ja ha consolidat el seu poder sobre l'Alt Egipte mitjançant aliances polítiques i religioses iniciades pel seu pare, conquesta del Baix Egipte, permet a Iuput continuar governant Leontòpolis com a vassall seu, segons una estela trobada a Gebel Barkal, la versió nubiana de la necròpolis tebana dels regnes de Napata i Mèroe.